# Schuppenbrust-Hakenschnabel

Verbreitungsgebiet (grün) des Schuppenbrust-Hakenschnabels in Südamerika

Der Schuppenbrust-Hakenschnabel (Diglossa duidae) ist eine Vogelart aus der Familie der Tangaren (Thraupidae). Die Art hat ein großes Verbreitungsgebiet, das die südamerikanischen Länder Venezuela und Brasilien umfasst. Der Bestand wird von der IUCN als nicht gefährdet (Least Concern) eingeschätzt.

## Merkmale
Der Schuppenbrust-Hakenschnabel erreicht eine Körperlänge von etwa 14 bis 14,5 Zentimetern bei einem Gewicht von ca. 16 Gramm. Der nach oben gewandte schwarze Schnabel hat eine hakenförmige Spitze. Die Augen sind rötlich braun. Die Oberseite ist grauschwarz, wobei der Kopf etwas dunkler ist. An den Schultern hat er einen kleinen blaugrauen Fleck, der sich nicht merklich von der Farbe der Oberseite abhebt. Die Kehle und der obere Teil der Brust sind schwärzlich, welches im weiteren Verlauf der Brust in ein dunkles Grau übergeht und am gesprenkelten Bauch schuppenartig wirkt. Die Unterschwanzdecken variieren farblich uneinheitlich zwischen grau und weiß.
Das Gefieder von Juvenilen ist auf der Oberseite düster grau mit schwärzlichem Kopf. Die Unterseite ist einheitlich grau. Die großen und mittleren Armdecken sind weiß gepunktet, so dass dies wie Flügelstriche wirkt.

## Verhalten
Die Vögel scheinen nicht besonders scheu zu sein und verhalten sich relativ ruhig. Ihr Ruf ist ein kurzes, stimmlich dünnes Pfeifen. Meist sind sie alleine oder in Paaren unterwegs. Es wird vermutet, dass ihr Verhalten sehr dem des Strichelhakenschnabel (Diglossa major) ähnelt. Ansonsten ist nicht viel über ihr Verhalten bekannt.

## Verbreitung und Lebensraum
Man findet die Schuppenbrust-Hakenschnäbel normalerweise in Nebelwald, Wäldern mit Clusiaceae und auf den Gipfeln von Tepuis in Höhen zwischen 1400 und 2600 Meter. Des Weiteren sieht man sie in offenem Terrain mit verstreuten kleinwüchsigen Bäumen und Büschen.

## Unterarten
Es sind drei Unterarten beschrieben worden, die sich vor allem in ihrer Färbung und ihrem Verbreitungsgebiet unterscheiden:
- Diglossa duidae duidae Chapman, 1929 - Die Nominatform kommt in zentralen und südlichen Teil des venezolanischen Bundesstaates Amazonas vor. Hier sieht man sie an den Bergen Parú, Huachamacari, Duida, Marahuaca und de la Neblina. Außerdem kommen sie im Südwesten Bolívars am Sarisariñama-Tepui und Meseta de Jaua und im extremen Norden Brasiliens am Cerro de la Neblina vor.[5]
- Diglossa duidae hitchcocki Phelps & Phelps, Jr, 1948[6] - Diese Unterart ist im Norden des venezolanischen Bundesstaates Amazonas am Cerro Yaví, Cerro Sipapo und Cerro Guanay präsent.  Die Kehle ist deutlich schwarzer als in D. d. duidae.[2]
- Diglossa duidae georgebarrowcloughi Dickerman, 1987[7] - Ihre Heimat ist die Sierra de la Neblina. Der bläuliche Schimmer im Gefieder der Nominatform wird bei dieser Ssp. durch ein abgestumpftes Schwarz am Rücken und Grau am Bauch ersetzt.[2]

Eine weite Subspezies namens Diglossa duidae parui (Phelps Person & Phelps, JR, 1950) wird heute als Synonym zur Nominatform betrachtet.

## Etymologie
Der Gattungsname ist von griechisch dis, di- (= zwei) und glossa (= Zunge) abgeleitet und bezieht sich auf die typische U-förmige Zunge dieser Gattung. Der Artname duidae bezieht sich auf den Erstfundort, den 2350 Meter hohen Cerro Duida. Die Unterartnamen sind Dedikationsnamen für den Ornithologen George Francis Barrowclough und den Geographen und Fotografen Charles Baker Hitchcock (1906–1969).